# Gloria Lim
Gloria Lim (* 1930 in Singapur; † 11. Juli 2022) war eine singapurische Mykologin und Hochschullehrerin. Sie war eine der ersten Studierenden, die an der Universität Malaya nach deren Gründung 1949 studierte und war die erste Dekanin der naturwissenschaftlichen Fakultät der Universität Singapur, der heutigen National University of Singapore.

## Leben und Werk
Lim schloss 1954 ihr Studium an der University of Singapore mit einem Bachelor of Science (First Class Honours) in Botanik ab. Anschließend erwarb sie 1956 ein Diplom in Pädagogik und 1957 einen Master of Science an der Universität Malaya in der malaysischen Hauptstadt Kuala Lumpur. 1961 promovierte sie an der University of London. Von 1966 bis 1967 forschte sie als Fulbright Fellow an der Universität von Kalifornien, Berkeley.
Sie war 1973 die erste Frau, die Dekanin der Fakultät für Naturwissenschaften an der Universität von Singapur wurde. Sie war vier Jahre lang Dekanin und von 1979 bis 1980 noch einmal ein Jahr lang Leiterin der Abteilung für Botanik der National University of Singapore (NUS). Als sie die Abteilung für Botanik leitete, förderte sie die Erforschung bestimmter Pilze, die zu dieser Zeit nicht als besonders wichtig galten.
1982 war sie die erste Frau, die in die Public Service Commission (PSC) berufen wurde, die die Ernennung und Beförderung hochrangiger Beamter überwacht. In dieser Funktion diente sie dem Land bis 1996. Für ihre Beiträge zum PSC wurde ihr 1993 der Public Service Star verliehen.
Sie war 1985, als die Universität Singapur zur National University of Singapore (NUS) wurde, die erste Frau, die die Abteilung für Botanik leitete. In dieser war sie bis zu ihrem Ausscheiden aus der NUS 1991 tätig. Nach ihrem Ausscheiden aus der NUS 1991 wurde sie zur Gründungsdirektorin des National Institute of Education ernannt. Von 1961 bis 1991 war sie außerdem Fellow des Eusoff College und anschließend der Eusoff Hall.
Lim veröffentlichte 140 Forschungsarbeiten, schrieb mehrere Bücher über Pilze und beriet Privatunternehmen und den öffentlichen Sektor. Sie war Mitglied des wissenschaftlichen Beirats von MycoBiotech, einem Unternehmen, das Heilpilze herstellt, und half dem Verteidigungsministerium, das Problem der Schimmelbildung in seinen unterirdischen Lagerbunkern zu lösen. Lim richtete außerdem eine Sammlung wenig bekannter Pilze aus der Region ein.
Sie war Redaktionsmitglied mehrerer internationaler Fachzeitschriften. Sie war Mitglied des Singapore Science Council, des Singapore Science Centre Board und des National Parks Board.
Ihr Standard Autorenkürzel lautet Lim.

## Auszeichnungen
- 1993 wurde sie für ihre Beiträge zur Public Service Commission mit dem Public Service Star ausgezeichnet.
- 1999 wurde ihr von der Loughborough University die Ehrendoktorwürde verliehen.[3]
- 2005 wurde sie von der NUS mit dem Distinguished Science Alumni Award ausgezeichnet.
- 2014 gehörte sie zu dem ersten Jahrgang, der in die Singapore Women’s Hall of Fame aufgenommen wurde.
- 2018 wurde sie zu dem Fellow der Singapore National Academy of Science gewählt.